# Peter Lorenz
Peter Lorenz (22 décembre 1922 - 6 décembre 1987) était un politicien allemand de l'Union chrétienne-démocrate d'Allemagne (CDU). 
En 1975, Lorenz est candidat à la mairie de Berlin-Ouest. Il est enlevé par le Mouvement du 2 Juin deux jours avant les élections, le 27 février. Le mouvement exige la remise en liberté de Horst Mahler, un des fondateurs de la Fraction armée rouge, et de Verena Becker et Rolf Heissler. Mahler refuse d'être échangé mais les autres prisonniers sont libérés. Finalement, la capture de Lorenz mène à la libération de cinq militants d’extrême gauche .
Lorenz est relâché le 4 mars. Absent pendant les élections, il avait remporté 43,9 % des voix ; néanmoins, grâce à une coalition entre Parti social-démocrate et le Parti libéral-démocrate, Klaus Schütz a conservé sa place de maire.